# Meister des Heiligen Blutes
Als Meister des Heiligen Blutes (französisch Maître du Saint Sang, westflämisch Meester van het Heilige Bloed) wird ein Maler aus dem Flandern der Zeit um 1520 bezeichnet. Er malte ein Triptychon für die Heilig-Blut-Basilika (fr. Saint Sang, fl. Heilige Bloed) in Brügge, was dem manchmal auch Meister der Heiligenblutkapelle genannten namentlich nicht bekannten Künstler seinen Notnamen gab. Das Altarbild stellt die Beweinung und Grablegung Christi dar und ist heute im Museum der Kirche zu finden.

## Wirken
Der Meister des Heiligen Blutes steht stilistisch am Übergang der Spätgotik in die Renaissance in Flandern. Weit mehr als dreißig Werke werden ihm durch Stilvergleich zugeordnet. Darunter befinden sich neben dem namensgebenden Bild weitere Altarbilder in Brügger Kirchen wie in Saint-Jean und zahlreiche religiöse aber auch weltliche Arbeiten, die sich heute beispielsweise im Groeninge Museum in Brügge, Museen in Brüssel, der Alten Pinakothek in München oder in der Akademie der bildenden Künste Wien finden. Unter den weltlichen Arbeiten finden sich eine Reihe von moralisierenden Porträts wie beispielsweise eine Serie von Darstellungen der keuschen Lucretia, darunter einige in Privatbesitz. In allen Bildern gelingt es dem Meister eine leidende Geduld in den Gesichtern der Hauptfiguren darzustellen. Allerdings wird der genaue Werkkatalog des Meisters weiter untersucht, da ihm zugeordnete Werke manchmal trotz gleicher Wahl von Thema und identischer Komposition teilweise größere Qualitätsunterschiede in der Ausführung aufweisen und eventuell aus der Hand seiner Mitarbeiter oder anderen Malerwerkstätten sein könnten.
Die große Zahl der Bilder des Meisters des Heiligen Blutes sowie keinerlei Anzeichen einer großen Förderung durch kirchliche oder adelige Auftraggeber lassen vermuten, dass der Maler wie auch sein Brügger Zeitgenosse Ambrosius Benson für das aufstrebende Bürgertum Flanderns und auch für den Exportmarkt arbeitete. In der Arbeitsweise des Meisters des Heiligen Blutes ist der Einfluss seines Vorgängers Hugo van der Goes zu sehen und auch vor allem in der Figurenstellung Anlehnung an die Kompositionstechnik von Gerard David, diese Hauptmeister der altniederländischen Malerei zum Ende des 15. Jahrhunderts waren beide in Brügge tätig. Auch sind Elemente der bereits etwas progressiveren Malrichtung eines Quentin Metsys oder des Meisters von Frankfurt zu finden, was die Kenntnis des Meister von zeitgenössischen Malerei aus dem Antwerpener Raum zeigt. Es kann vermutet werden, dass der Meister eventuell erst nach einer Lehrzeit in Antwerpen nach Brügge gekommen war.

## Zugeschriebene Werke
- Kreuzabnahmetriptychon (Barcelona, Museu Nacional d’Art de Catalunya)[4]
- Triptychon mit der Heiligen Familie (Hamburg, Kunsthalle, Inv. Nr. HK-7)[5]